# Prise d'otages du siège de l'OPEP à Vienne

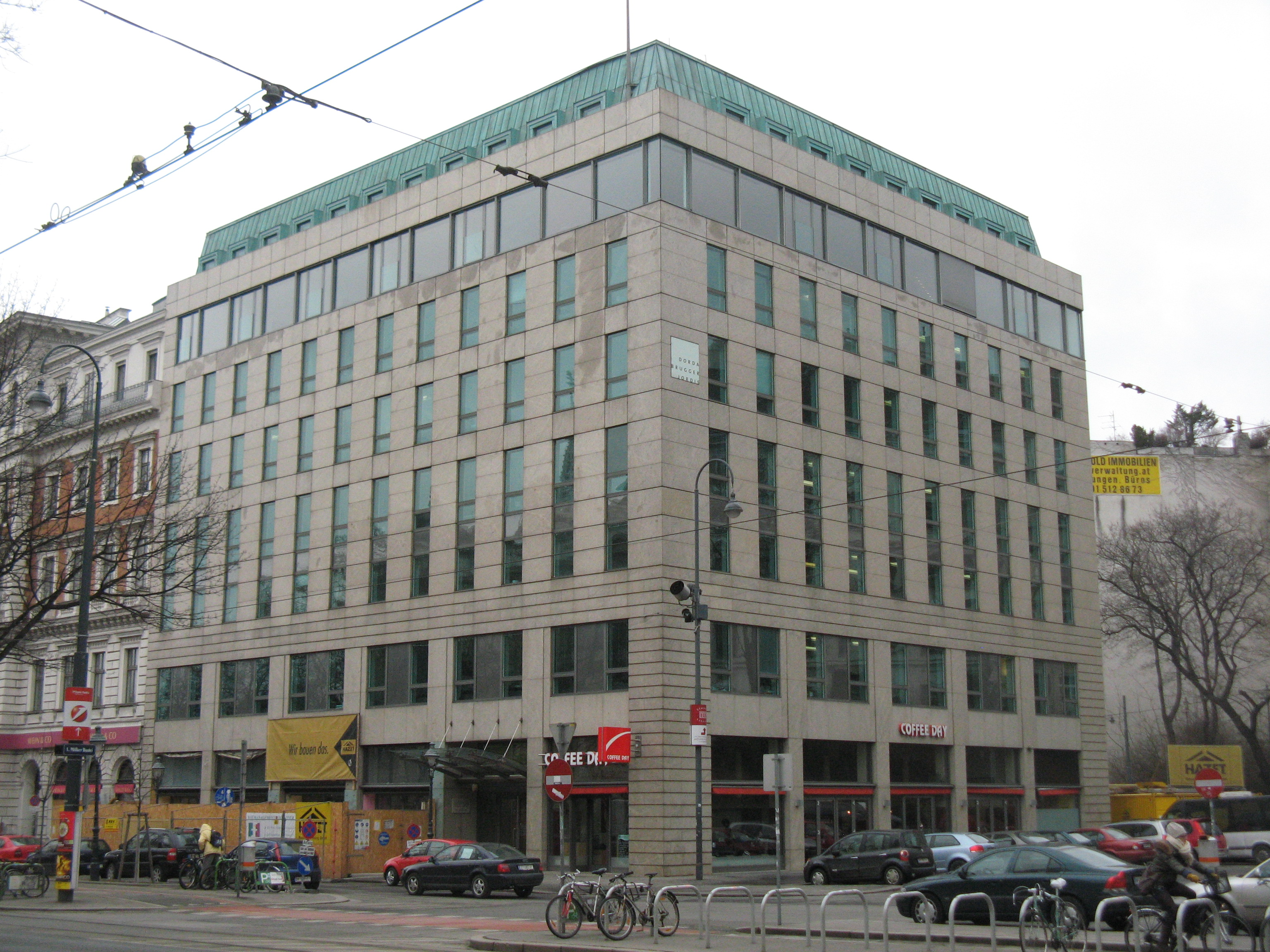
10 rue du Dr Karl Lueger, où ont eu lieu les faits.

La prise d'otages du siège de l'OPEP à Vienne a eu lieu lors d'un meeting des dirigeants au siège de l'Organisation des pays exportateurs de pétrole (OPEP), le 21 décembre 1975 à Vienne, en Autriche. L'opération est menée par un groupe de six personnes dirigé par Carlos, comprenant Gabriele Kröcher-Tiedemann, Anis Naccache et Hans-Joachim Klein, prenant soixante-six otages. 
Les terroristes accompagnés de quarante-deux otages se virent octroyer un avion de ligne Douglas DC-9 et purent partir en direction d'Alger, le seul pays qui a accepté d'ouvrir la ligne pour l'avion. Un ancien pilote de la Royal Navy, Neville Atkinson, pilote personnel du colonel Khadafi au moment des faits, fut alors chargé de transporter une partie des militants à Alger où ils débarquèrent, et où trente otages furent libérés. L'avion partit ensuite en direction de Tripoli, débarquant d'autres otages, puis retourna à Alger où le reste des otages furent libérés et où les terroristes obtinrent l'asile.
Carlos quitta l'Algérie rapidement pour la Libye, puis Aden où il eut à répondre lors d'une entrevue avec les dirigeants du FPLP de la non-exécution de deux dirigeants de l'OPEP : le ministre des Finances d'Iran, Jamshid Amouzegar, et le ministre saoudien du Pétrole et des ressources minérales Ahmed Zaki Yamani. Il s'est également approprié une bonne partie de l'argent de la rançon. Wadie Haddad, le dirigeant du FPLP, l'exclut du mouvement.

## Siège
Le 21 décembre 1975, le ministre saoudien du Pétrole Ahmed Zaki Yamani et les autres ministres du Pétrole des pays membres de l'OPEP sont pris en otage à Vienne (Autriche), où ils assistaient à une réunion au siège de l'organisation, 10 rue du Dr.-Karl-Lueger (rebaptisée rue de l'Université (de) en 2012). La prise d'otage est orchestrée par une équipe de six personnes dirigée par le terroriste vénézuélien Carlos et composé, entre autres, des Allemands de l'Ouest Hans-Joachim Klein et Gabriele Kröcher-Tiedemann, du Libanais Anis Naccache et du Syrien Kamal Kheir-Beik. La revendication principale du commando, qui se fait appeler « Bras de la révolution arabe », est la libération de la Palestine. Pour ce faire, Carlos prévoit d'interrompre la réunion, de kidnapper les onze ministres du Pétrole présents sur place, d'en rançonner neuf et d'en assassiner deux autres : Ahmed Zaki Yamani et l'Iranien Jamshid Amouzegar. 

### Prise du premier étage
Carlos et son équipe parviennent à passer le hall d'entrée gardé par deux policiers autrichiens et montent directement au premier étage, où ils commencent à faire feu dans tous les sens. L'inspecteur de la Bundespolizei Anton Tichler (60 ans) essaye sans succès de désarmer Carlos et est abattu dans sa fuite par Kröcher-Tiedemann, la seule femme de l'équipe. Quelques minutes plus tard, l'agent de sécurité irakien Ali Hassan Saïd al-Khafari (27 ans), garde du corps du ministre Tayeh Abdoul Karim (ar), tente de la désarmer et finit à son tour abattu,. Carlos se charge d'un troisième récalcitrant, le délégué libyen Youssouf al-Azmarli, en lui tirant une balle dans le cou,. C'est à ce moment précis, à 11:44:50, que l'officier Josef Janda (59 ans) utilise le téléphone d'un bureau dans lequel Carlos l'avait confiné pour avertir ses collègues du quartier général de la police à Schottenring de la situation. Peu de temps après, Carlos et son équipe pénètrent dans la salle où se tient la réunion des ministres. Ils en prennent rapidement le contrôle, blessant au passage un membre de la délégation koweïtienne au bras droit.  

### Affrontement avec la police autrichienne
À 11 h 50, un Einstazkommando composé de huit personnes, dont un chauffeur, arrive au siège de l'OPEP. Quatre membres de l'Einstazkommando prennent position autour du bâtiment pour empêcher les preneurs d'otage de fuir et couvrir leurs trois collègues qui viennent d'entrer dedans. Ces derniers, dirigés par l'inspecteur Kurt Leopolder (52 ans) ne peuvent utiliser l'ascenseur, bloqué par le cadavre de Tichler, et montent donc au premier étage en utilisant les mêmes escaliers empruntés une dizaine de minutes auparavant par Carlos et son équipe. Arrivé au premier étage, Leopolder aperçoit al-Khafari en train d'agoniser par terre. C'est alors qu'il est repéré par Klein, qui fait aussitôt feu sur lui. Leopolder riposte avant de redescendre et de demander à ses collègues de s'occuper de l'Irakien mourant. Les multiples échanges de coups de feu entre Klein et Leopolder finissent par blesser les deux hommes. Klein se réfugie dans la cuisine du couloir pour constater l'étendue de ses blessures, qu'il sous-estime. Apprenant la nouvelle de l'affrontement avec les policiers, Carlos se rend auprès de lui et lui conseille de jeter une grenade RGD-5 dans leur direction. Klein s'exécute avec une certaine maladresse : la grenade, létale dans un rayon de 12 mètres atterrit à 4 mètres de lui et à 6 de sa cible, qui avait eu le temps de se mettre à l'abri. L'explosion provoque un vacarme assourdissant mais la majorité des fragments sont absorbés par le mur de gauche et ni Klein, ni Leopolder ne subissent de dommages supplémentaires. Entre-temps, al-Khafari, descendu par les deux autres policiers, est mort noyé dans son propre sang,.

## L'évènement dans la fiction
Cet acte extremiste apparait dès 1979 dans l'épisode 13 de Commissaire Moulin (« Les Brebis égarées »)  sous une forme romancée mais surtout dans deux films  sur Ilich Ramírez Sánchez  :
- Contrat sur un terroriste du cinéaste canadien Christian Duguay,
- et Carlos du réalisateur français Olivier Assayas.